# Genevieve Gregson
Genevieve Gregson (* 4. August 1989 in Benowa als Genevieve LaCaze) ist eine australische Langstrecken- und Hindernisläuferin.

## Sportliche Laufbahn
Erste internationale Erfahrungen sammelte Genevieve Gregson bei den Olympischen Spielen 2012 in London, bei denen sie mit 9:37,90 min im Vorlauf ausschied. Zwei Jahre später belegte sie bei den Commonwealth Games in Glasgow in 9:37,04 min den fünften Platz. 2015 qualifizierte sie sich für die Weltmeisterschaften in Peking, bei denen sie mit 9:39,35 min im Vorlauf ausschied. Im Jahr darauf nahm sie erstmals an den Olympischen Spielen in Rio de Janeiro teil und belegte dort in 9:21,21 min im Finale den neunten Platz im Hindernislauf. Zudem erreichte sie auch im 5000-Meter-Lauf das Finale, in dem sie mit 15:10,35 min auf Rang zwölf gelangte. Auch bei den Weltmeisterschaften in London 2017 gelangte sie bis in das Finale, in dem sie mit 9:26,25 min den zwölften Platz belegte. 2018 nahm sie erneut an den Commonwealth Games im heimischen Gold Coast teil und wurde dort in 9:42,69 min Fünfte.
2019 qualifizierte sie sich erneut für die Weltmeisterschaften in Doha, bei denen sie in 9:23,84 min Finale den zehnten Platz belegte. 2021 siegte sie in 9:54,62 min beim Queensland Track Classic und nahm dann im August erneut an den Olympischen Sommerspielen in Tokio teil und konnte dort ihr Rennen im Finale nicht beenden. Fortan fokussierte sich Gregson auf den Langstreckenlauf und den Straßenlauf. 2023 stellte sie in Valencia mit 2:23:08 h eine neue Bestleistung im Marathon auf und im Jahr darauf wurde sie bei den Olympischen Sommerspielen in Paris nach 2:29:56 h 24.
In den Jahren 2013, 2015 und 2021 wurde Gregson australische Meisterin im Hindernislauf sowie 2016 über 5000 Meter und 2021 im 3000-Meter-Lauf. Zudem wurde sie 2023 Landesmeisterin im Halbmarathon sowie im Straßenrennen über 12 km. Sie absolvierte ein Studium für Physiologie und Kinesiologie an der University of Florida. Im September 2018 heiratete sie den Mittelstreckenläufer Ryan Gregson.

## Persönliche Bestzeiten
- 1500 Meter: 4:09,40 min, 15. September 2020 in London
- 3000 Meter: 8:49,38 min, 4. September 2018 in Zagreb
  - 3000 Meter (Halle): 8:45,81 min, 18. Februar 2017 in Birmingham
- 5000 Meter: 15:06,67 min, 9. September 2016 in Brüssel
- 10.000 Meter: 32:06,32 min, 26. Januar 2021 in Melbourne
- Halbmarathon: 1:10:07 h, 15. Oktober 2023 in Melbourne
- Marathon: 2:23,08 h, 3. Dezember 2023 in Valencia
- 2000 m Hindernis: 6:09,48 min, 1. September 2019 in Berlin (Ozeanienrekord)
- 3000 m Hindernis: 9:14,28 min, 27. August 2016 in Paris (Ozeanienrekord)